# Nikolaj Pavlovič Barabašov
Nikolaj Pavlovič Barabašov (rusky Николай Павлович Барабашов, ukrajinsky Микола Павлович Барабашов, Mykola Pavlovyč Barabašov; 30. března 1894, Charkov – 29. dubna 1971 Charkov) byl ukrajinský astronom, který se zabýval výzkumem planet a Měsíce. Byl redaktorem a jedním z autorů prvního Atlasu odvrácené strany Měsíce, sestaveného na základě fotografií pořízených sondou Luna 3. Od roku 1930 působil jako ředitel Charkovské observatoře, v letech 1943 až 1946 byl rektor Charkovské univerzity a od roku 1948 akademik Akademie věd Ukrajinské SSR.